# Ole Sigurd Simensen
Ole Sigurd Simensen (Hamar, 16 mei 1972) is een voormalig Noors wielrenner. 

## Belangrijkste overwinningen
1994
- Nationaal Kampioen op de weg, ploegentijdrit

1995
- 1e etappe Ronde van Normandië
- 5e etappe Ronde van Normandië
- Eindklassement Ronde van Normandië
- Eindklassement Ringerike GP

1997
- Prix des Flandres Françaises

## Tourdeelnames
Geen